# デュルヴィル島 (南極)
デュルヴィル島（デュルヴィルとう、英語: D'Urville Island）またはダービル島は、南極大陸の南極半島北方にある島。ジョインビル諸島に属し、ラーセン海峡を挟んでジョインビル島のすぐ北に位置する。
デュルヴィル島を含むジョインビル諸島は1838年、3回目の世界周航をしていたフランスの探検家ジュール・デュモン・デュルヴィルによって発見されていた。1902年、スウェーデンの探検家オットー・ノルデンショルドはデュルヴィル島が独立した島であることを確認し、ジョインビル諸島を発見したデュルヴィルにちなんで命名した。